# Rheinau, Schweiz
Rheinau är en ort och kommun i distriktet Andelfingen i kantonen Zürich, Schweiz. Kommunen har 1 290 invånare (2023).
Orten Rheinau omges på tre sidor av floden Rhen som här har ett antal kraftiga krökar. Rhen utgör också gräns mot Tyskland.

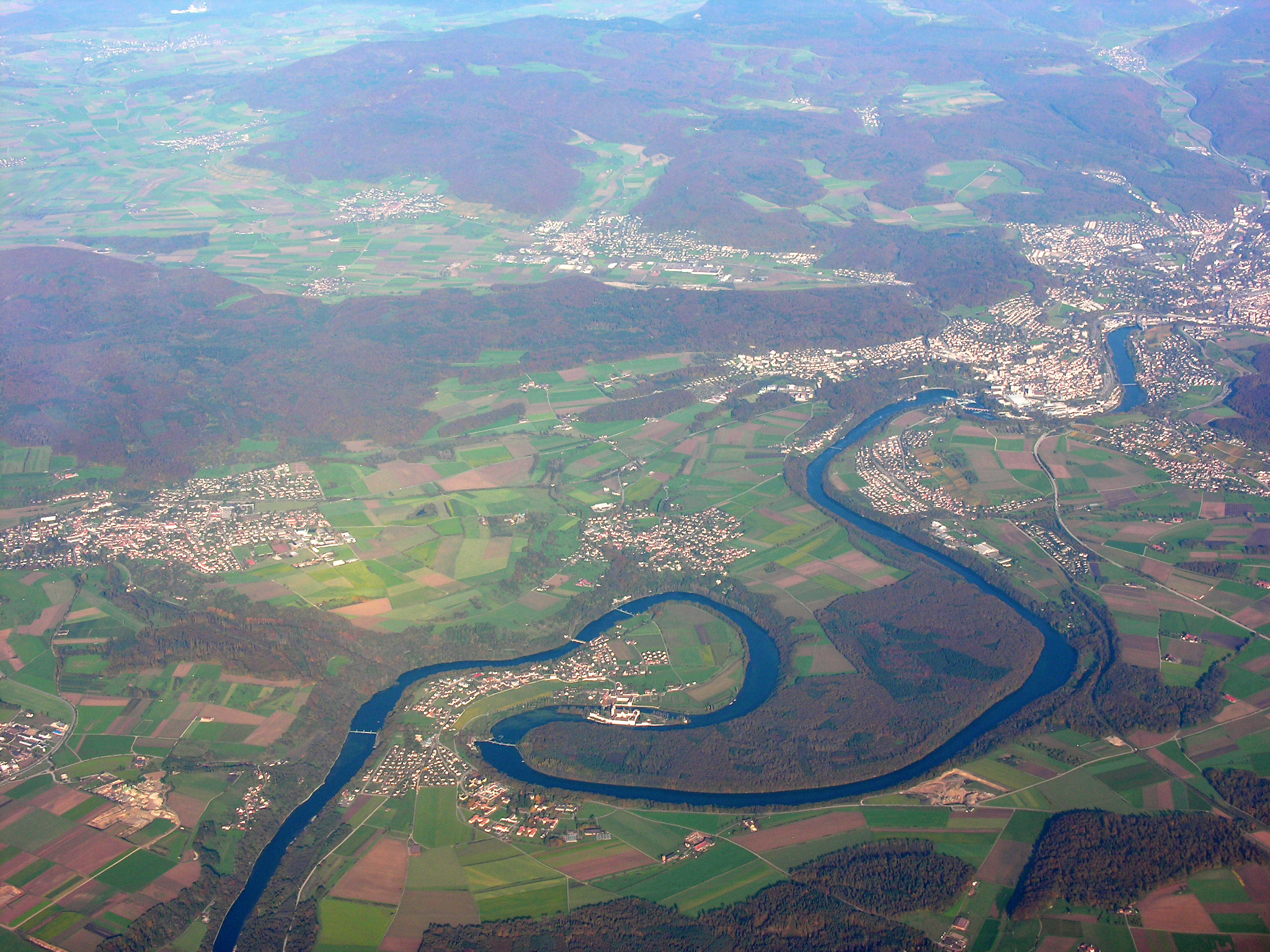
Rheinau ligger på den vänstra halvön.